# Cruzeiro do Sul (Acre)
Cruzeiro do Sul è un comune del Brasile nello Stato dell'Acre, parte della mesoregione di Vale do Juruá e della microregione di Cruzeiro do Sul.

## Geografia fisica

### Clima
La regione di Cruzeiro do Sul ha clima equatoriale, caldo e umido, e la sua temperatura media è di 26 °C.

## Economia
L'attività principale è l'estrazione di caucciù; attività secondarie sono la coltivazione di riso e caffè.